# Curtrightia
Curtrightia es un género de foraminífero bentónico de la familia Glabratellidae, de la superfamilia Glabratelloidea, del suborden Rotaliina y del orden Rotaliida. Su especie tipo es Curtrightia marcellae. Su rango cronoestratigráfico abarca el Holoceno.

## Clasificación
Curtrightia incluye a la siguiente especie:
- Curtrightia marcellae